# Giunta regionale dell'Umbria
La Giunta regionale dell'Umbria ha sede a Perugia, presso Palazzo Donini. A capo dell'amministrazione regionale è posta, ai sensi dell'articolo 121 della costituzione della Repubblica Italiana e dello statuto della Regione Umbria, l'organo collegiale della giunta. Essa è composta dagli assessori regionali ed è guidata dal presidente della regione.

## Ordinamento regionale

### Composizione
L'art. 67 dello statuto della Regione Umbria, approvato con legge regionale n. 21 del 16 aprile 2005, individua la giunta regionale come l'organo esecutivo dell'ente ed esercita collegialmente le proprie funzioni. Essa è composta dal presidente e da non più di cinque assessori (che possono provenire anche non dall'assemblea legislativa purché possiedano i requisiti di eleggibilità e compatibilità alla carica di consigliere regionale), di cui uno con funzioni di Vice Presidente.
Ogni assessore esercita le funzioni che gli sono attribuite dal presidente, conformandosi alle direttive che gli vengono impartite. Essi sono inoltre individualmente responsabili di tutti gli atti che compiono nello svolgimento del proprio incarico. Il presidente della giunta può inoltre revocare dalla carica uno o più componenti della giunta, dandone immediata comunicazione al presidente dell’assemblea legislativa.

### Competenze
L'art.70 dello statuto dell'Umbria del 2005 stabilisce che la giunta regionale provvede alla determinazione e all'attuazione dell'indirizzo politico e amministrativo della Regione ed esercita tutte le funzioni regolamentari e amministrative che la Costituzione, lo Statuto e le leggi non attribuiscano alla competenza degli altri organi della Regione.
In particolare la Giunta:
a) provvede all'attuazione del programma di governo, anche in riferimento agli indirizzi ed agli obiettivi indicati come prioritari dall’Assemblea legislativa;
b) delibera i disegni di legge da sottoporre all'approvazione dell’Assemblea legislativa;
c) approva i regolamenti che rientrano nella propria competenza;
d) predispone annualmente il bilancio preventivo ed il conto consuntivo e le relative variazioni;
e) propone all'Assemblea legislativa gli atti di indirizzo politico generale e di programmazione;
f) amministra, nei limiti e nei modi stabiliti dalla legge, il demanio ed il patrimonio immobiliare della Regione;
g) adotta i provvedimenti relativi all'individuazione delle risorse umane, materiali, economiche e finanziarie e determina la loro ripartizione fra gli uffici;
h) delibera in materia di liti attive e passive, rinunzie e transazioni;
i) promuove i giudizi di legittimità costituzionale e solleva i conflitti di attribuzione nei confronti dello Stato o di un'altra Regione;
j) esercita ogni altra funzione ad essa attribuita dalla Costituzione, dallo Statuto e dalle leggi.

## Cronotassi

### VI legislatura (1995-2000)
La giunta regionale della VI legislatura era così composta:
- Presidente: Bruno Bracalente (PDS) - in carica dal 23/04/1995 al 03/03/2000;
- Vice Presidente e Assessore all'ambiente, alle infrastrutture e all'edilizia pubblica: Orfeo Goracci (PRC) - in carica dal 05/06/1995 al 19/03/1999, Danilo Monelli (PRC)  - in carica dal 23/03/1999 al 03/03/2000;
- Assessore alla cultura, all'istruzione, al turismo, allo sport e al commercio: Giampiero Bocci (PPI) - in carica dal 31/07/1997 al 03/03/2000;
- Assessore al bilancio, alle riforme, al personale, al patrimonio e ai rapporti con il consiglio: Luciano Costantini (PDS) - in carica dal 31/07/1997 al 03/03/2000;
- Assessore all'assetto del territorio, al piano urbanistico territoriale e alla viabilità e trasporti: Ada Girolamini (SI) - in carica dal 05/06/1995 al 03/03/2000;
- Assessore alla sanità: Renato Locchi (PDS) - in carica dal 05/06/1995 al 03/03/2000;
- Assessore all'agricoltura e alle foreste e a caccia e pesca: Maurizio Rosi (PDS) - in carica dal 05/06/1995 al 03/03/2000;
- Assessore alla programmazione, alla cooperazione allo sviluppo e alle politiche sociali: Marina Sereni (PDS) - in carica dal 05/06/1995 al 03/03/2000.

### VII legislatura (2000-2005)
La giunta regionale della VII legislatura era così composta:
- Presidente: Maria Rita Lorenzetti (DS) - in carica dal 17/04/2000 al 15/04/2005;
- Vice Presidente e Assessore all'agricoltura e alle foreste: Giampiero Bocci (PPI) - in carica dal 13/05/2000 al 16/04/2004;
- Vice Presidente e Assessore all'ambiente, alle opere pubbliche e alla protezione civile: Danilo Monelli (PRC)  - in carica dal 23/12/2000 al 15/04/2005;
- Assessore alle infrastrutture, all'urbanistica e alla mobilità e ai trasporti: Federico Di Bartolo (DS) - in carica dal 13/05/2000 al 15/04/2005;
- Assessore all'industria, alle attività produttive e al commercio: Ada Girolamini (DS) - in carica dal 13/05/2000 al 15/04/2005;
- Assessore all'istruzione, all'università e alle politiche del lavoro: Gaia Grossi (Indipendente)  - in carica dal 13/05/2000 al 15/04/2005;
- Assessore ai beni culturali, al turismo e allo sport: Gianfranco Maddoli (L'Ulivo) - in carica dal 13/05/2000 al 15/04/2005;
- Assessore alla tutela della salute ed ai servizi sanitari: Maurizio Rosi (DS) - in carica dal 13/05/2000 al 15/04/2005;
- Assessore al patrimonio, alla programmazione economica finanziaria e alle politiche sociali: Marina Sereni (DS) - in carica dal 13/05/2000 al 15/04/2005;

### VIII legislatura (2005-2010)
La giunta regionale della VIII legislatura era così composta:
- Presidente: Maria Rita Lorenzetti (DS) - in carica dal 05/04/2005 al 30/03/2010;
- Vice Presidente e Assessore alle politiche agricole e all'urbanistica: Carlo Liviantoni (DL) - in carica dal 16/04/2005 al 30/03/2010;
- Assessore agli affari istituzionali, all'innovazione e alla protezione civile: Vincenzo Riommi (Uniti nell'Ulivo) - in carica dal 16/04/2005 al 30/03/2010;
- Assessore alla tutela della salute alla sanità e alla sicurezza alimentare e dei luoghi di lavoro: Maurizio Rosi (Uniti nell'Ulivo) - in carica dal 16/04/2005 al 30/03/2010;
- Assessore alla tutela dell'ambiente, caccia e pesca, opere pubbliche, piano urbanistico territoriale: Lamberto Bottini (Uniti nell'Ulivo) - in carica dal 16/04/2005 al 30/03/2010;
- Assessore allo sviluppo economico, alle politiche industriali e ai servizi e commercio: Mario Giovannetti (L'Ulivo) - in carica dal 16/04/2005 al 30/03/2010;
- Assessore all'istruzione, alla formazione professionale, alle politiche attive per il lavoro e alle pari opportunità: Maria Prodi (DL) - in carica dal 16/04/2005 al 30/03/2010;
- Assessore alle politiche e ai programmi sociali, all'edilizia pubblica e al volontariato: Damiano Stufara (PRC) -  in carica dal 16/04/2005 al 30/03/2010;
- Assessore ai beni e alle attività culturali, al trasporto pubblico e allo sport: Silvano Rometti (SDI) - in carica dal 16/04/2005 al 30/03/2010;
- Assessore alle infrastrutture e alle politiche per la mobilità: Giuseppe Mascio (PdCI) -  in carica dal 16/04/2005 al 30/03/2010.

### IX legislatura (2010-2015)
La giunta regionale della IX legislatura era così composta:
- Presidente: Catiuscia Marini (PD) - in carica dal 24/04/2010 al 10/06/2015;
- Vice Presidente e Assessore al welfare, all'istruzione e all'edilizia scolastica: Carla Casciari (PD) - in carica dal 24/04/2010 al 10/06/2015;
- Assessore ai beni culturali, al turismo, al commercio e allo sport: Fabrizio Felice Bracco (PD) - in carica dal 24/04/2010 al 10/06/2015;
- Assessore alle politiche agricole, allo sviluppo rurale, alla caccia e alla pesca e alla sicurezza: Fernanda Cecchini (PD) - in carica dal 24/04/2010 al 10/06/2015;
- Assessore alla tutela della salute e alla programmazione ed organizzazione sanitaria: Vincenzo Riommi  (PD) - in carica dal 24/04/2010 al 10/06/2015;
- Assessore all'urbanistica, alle infrastrutture, ai trasporti e all'edilizia pubblica: Silvano Rometti (PSI) - in carica dal 24/04/2010 al 10/06/2015;
- Assessore all'economia, allo sviluppo economico e alle attività produttive: Gianluca Rossi (PD) - in carica dal 24/04/2010 all' 08/03/2015;
- Assessore al commercio, allo sport, alla sicurezza e all'urbanistica: Fabio Paparelli (PD) - in carica dal 24/05/2013 al 10/06/2015;
- Assessore alle riforme, agli affari istituzionali e ai rapporti con il consiglio regionale: Franco Tomassoni (PD) - in carica dal 24/04/2010 al 20/11/2013;
- Assessore alle politiche della casa, alla sicurezza stradale e alle infrastrutture tecnologiche immateriali: Stefano Vinti (PRC) - in carica dal 24/04/2010 al 20/11/2013.

### X legislatura (2015-2019)
La giunta regionale della X legislatura era così composta:
- Presidente: Catiuscia Marini (PD) - in carica dal 10/06/2015[4] al 28/05/2019[5];
- Presidente facente funzioni[5]: Fabio Paparelli (PD) - in carica dal 28/05/2019[6] al 07/10/2019[7];
- Vice Presidente e Assessore alla competitività delle imprese, innovazione sistema produttivo, lavoro e formazione: Fabio Paparelli (PD) - in carica dal 20/06/2015[8] al 07/10/2019[7];
- Assessore alla coesione sociale e Welfare: Luca Barberini (PD) - in carica dal 20/06/2015[8] al 13/04/2019[9];
- Assessore alle riforme, risorse umane e patrimoniali, attuazione agenda digitale, istruzione e diritto allo studio: Antonio Bartolini (Assessore esterno area PD) - in carica dal 20/06/2015[8] al 09/08/2019[10];
- Assessore alla qualità del territorio e del patrimonio agricolo, paesaggistico, ambientale dell'Umbria, cultura: Fernanda Cecchini (PD) - in carica dal 20/06/2015[8] al 07/10/2019[7];
- Assessore alle infrastrutture, ai trasporti, alla riqualificazione urbana e valorizzazione delle città: Giuseppe Chianella (PSI) - in carica dal 20/06/2015[8] al 07/10/2019[7].

### XI legislatura (2019-2024)
La giunta regionale della XI legislatura era così composta.
| Assessore                 | Partito           | Carica                                                       | Competenze/Deleghe |
| ------------------------- | ----------------- | ------------------------------------------------------------ | --- |
| Donatella Tesei           | Lega              | Presidente della Regione                                     | Programmazione strategica generale, controllo strategico e coordinamento delle Politiche Comunitarie, Rapporti con il Governo e con le Istituzioni dell'Unione Europea, Intese Istituzionali di Programma e accordi di programma quadro, Rapporti con le Università e i Centri di Ricerca, Rapporti con Agenzia Umbria Ricerche (AUR), Coordinamento degli interventi per la sicurezza dei cittadini, Coordinamento ed indirizzo delle società partecipate regionali (Sviluppumbria e Gepafin) e delle agenzie regionali, Coordinamento e politiche di formazione con la Scuola Umbra di Amministrazione Pubblica, Programmi di ricostruzione e sviluppo delle aree colpite da calamità naturali, Comunicazione Istituzionale.                                                                                 |
| Roberto Morroni           | Forza Italia      | Vicepresidente della Regione e Assessore all'Agricoltura     | Politiche agricole e agroalimentari, Sviluppo Rurale, Programmazione Forestale e Sviluppo della montagna, Promozione sistemi naturalistici, aree protette e parchi, Caccia e Pesca, Rapporti con Agenzia Forestale dell'Umbria (Afor), Energia, Energia da fonti rinnovabili, Rapporti con l'Agenzia Regionale per l'Ambiente (ARPA), Tutela e valorizzazione ambientale, Prevenzione e protezione dall'inquinamento, Piano regionale dei rifiuti, Rischio idrico, pianificazione di bacino, ciclo idrico integrato, cave, miniere ed acque minerali. |
| Paola Agabiti             | Tesei Presidente  | Assessore al Turismo, Cultura, istruzione e Bilancio         | Turismo, Sport, impiantistica sportiva e associazionismo sportivo, Istruzione e sistema formativo integrato, Diritto allo Studio, Rapporti con l'Agenzia per il diritto allo studio universitario dell'Umbria (Adisu), Edilizia Scolastica, Beni e attività culturali, Riqualificazione urbana e centri storici, Politiche dello spettacolo, Associazionismo culturale, Grandi Manifestazioni e Festival, Bilancio e Risorse Finanziarie, Risorse patrimoniali, Internazionalizzazione e promozione dell'Umbria, Programmazione Europea e politiche di coesione, Fondi Strutturali, Risorse umane e organizzazione dell'ente, Rapporti con l'Assemblea legislativa regionale. |
| Luca Coletto              | Lega              | Assessore alla Salute e Politiche sociali                    | Tutela e promozione della salute, Programmazione e organizzazione sanitaria ivi compresa la gestione del patrimonio immobiliare sanitaria, Sicurezza dei luoghi di lavoro, Sicurezza alimentare, Politiche e programmi sociale (Welfare), Politiche Familiari per infanzia e per i giovani, Politiche immigrazione, Cooperazione, associazionismo e volontariato sociale, Politiche di parità di genere e antidiscriminazione. |
| Michele Fioroni           | Fratelli d'Italia | Assessore allo Sviluppo Economico                            | Politiche per la competitività e crescita del sistema economico/produttivo regionale, Economia, Commercio e terziario innovativo, Tutela dei Consumatori, Politiche Industriali, Innovazione del sistema produttivo, politiche per l'artigianato e la cooperazione, Politiche del Credito, Politiche per la crescita di imprese e Start up, Formazione Professionale e ITS, Politiche attive del Lavoro, Rapporti con l'Agenzia regionale per le politiche attive del lavoro (Arpal), Infrastrutture tecnologiche e Digitale, Innovazione e Agenda digitale, Relazioni Internazionali, Semplificazione amministrativa, Riforme della Pubblica Amministrazione e istituzionali, Attuazione riforma delle Province, Servizi pubblici locali e riforme endoregionali,, Coordinamento ed attuazione Agenda urbana. |
| Enrico Melasecche Germini | Lega              | Assessore alle infrastrutture, trasporti e Protezione Civile | Infrastrutture trasporti e mobilità urbana, Rapporti con le società di trasporto pubblico e con l'Agenzia Regionale per la Mobilità e per il Trasporto Pubblico Locale, Politiche della Casa, Edilizia agevolata e sovvenzionata, Rapporti con l'Azienda territoriale per l'edilizia residenziale (Ater), Lavori Pubblici e interventi diretti, opere pubbliche, Mitigazione rischio sismico e geologico, Sicurezza nei cantieri e sicurezza stradale, Politica della sicurezza urbana e Polizia locale, Protezione Civile, Politiche del paesaggio e programmazione urbanistica. |

## Composizione attuale (2024-)
| Presidenza           | Presidenza     | Presidenza | Presidenza     | Presidenza                      | Presidenza | Presidenza |
| Nome                 | Carica         | Deleghe | Mandato        | Partito                         | Partito    |            |
| -------------------- | -------------- | --- | -------------- | ------------------------------- | ---------- | ---------- |
| Stefania Proietti    | Presidente     | Politiche per la salute, promozione e attuazione dei diritti delle persone con disabilità,protezione civile,ricostruzione e attuazione.                                              | dal 02/12/2024 | Indipendente di centro-sinistra |            |            |
| Vicepresidenza       |                | |                |                                 |            |            |
| Nome                 | Carica         | Deleghe | Mandato        | Partito                         | Partito    |            |
| Tommaso Bori         | Vicepresidente | Bilancio, patrimonio artistico culturale, risorse umane, programmazione del PNRR, riorganizzazione dell’ente, fondi europei, digitale, cultura e rapporti con l’assemblea regionale. | dal 18/12/2024 | PD                              |            |            |
| Assessori            |                | |                |                                 |            |            |
| Nome                 | Carica         | Deleghe | Mandato        | Partito                         | Partito    |            |
| Francesco De Rebotti | Assessore      | Economia, sviluppo, trasporti, mobilità urbana, sicurezza sul lavoro e sulle strade, politiche del lavoro.                                                                           | dal 18/12/2024 | PD                              |            |            |
| Simona Meloni        | Assessore      | Politiche agricole, sviluppo aree interni, parchi, caccia e pesca, turismo, sport e associazionismo.                                                                                 | dal 18/12/2024 | PD                              |            |            |
| Fabio Barcaioli      | Assessore      | Cooperazione internazionale, politiche per la pace, welfare, politiche per i giovani e l’infanzia, istruzione, diritto allo studio, case popolari e formazione professionale.        | dal 18/12/2024 | AVS                             |            |            |
| Thomas De Luca       | Assessore      | Ambiente, energia e impianti per le rinnovabili, piano rifiuti, cave, cambiamenti climatici e rapporti con Arpa Umbria.                                                              | dal 18/12/2024 | M5S                             |            |            |